# Филип Кан
Филип Кан е френско-американски математик, разработчик на иновационни технологии, предприемач, създател на първото техническо решение за предаване на фотографии в мрежите. Основава три технологични компании: Fullpower Technologies, LightSurf Technologies и Starfish Software. Той е един от първите сътрудници и собственик на фирма Borland. Има няколко десетки патенти в областта на смартфоните, безжичната връзка, изкуствения интелект и медицинските технологии.

## Биография
Кан е роден на 16 март 1952 г. в Париж в небогато еврейско семейство. Следва в Швейцарски федерален технологичен институт в Цюрих и Университета на Ница и завършва следването си с магистърска степен по математика. Също така има магистърска степен в областта на музикологията и класическа флейта от консерваторията в Цюрих. През 1982 г. отива в САЩ, където основава фирмата Borland, която управлява до 1994 г. През 1994 г. основава заедно със съпругата си фирмата Starfish, която е закупена през 1998 г. от Motorola.

## Технически постижения
Филип Кан има регистрирани над 230 международни патента в областта на смартфоните, изкуствения интелект, интернета на нещата, отчитане (откриване) на движение (на английски: Motion detection), носима електроника (Wearable technology), глобална система за позициониране (GPS), далекосъобщения, телемедицина, мониторинг на съня и др. Така например през 1997 г. на 11 юни Кан успява да изпрати първата снимка от телефон в мрежата. Съединявайки мобилен телефон и цифрова камера, той изпраща снимка от родилния дом, където ражда жена му, към създадената от него инфраструктура за снимки в домашния му компютър. На тази снимка е новородената му дъщеря. След това той регистрира редица патенти и създава фирмата LightSurf Technologies.
През 2016 г. списание „Time“ включва направената от Кан първа в света снимка с телефон в списъка на 100-те най-влиятелни фотографии на всички времена.